# Emma van Camp
Emma van Camp (* 11. Oktober 2004) ist eine Schweizer Leichtathletin, die sich auf Sprint spezialisiert hat.

## Sportliche Laufbahn
Erste Erfahrungen bei internationalen Meisterschaften sammelte Emma van Camp im Jahr 2022, als sie bei den U20-Weltmeisterschaften in Cali mit 11,89 s im Halbfinale im 100-Meter-Lauf ausschied und mit der Schweizer 4-mal-100-Meter-Staffel im Finale disqualifiziert wurde. Im Jahr darauf schied sie bei den U20-Europameisterschaften in Jerusalem mit 11,80 s ebenfalls im Semifinale über 100 Meter aus und kam mit der Staffel im Finale nicht ins Ziel. 2025 schied sie bei den Halleneuropameisterschaften in Apeldoorn mit 7,24 s im Halbfinale im 60-Meter-Lauf aus und anschließend sicherte sie der 4-mal-100-Meter-Staffel bei den World Athletics Relays in Guangzhou einen Startplatz für die Weltmeisterschaften in Tokio. Im Juli schied sie bei den U23-Europameisterschaften in Guangzhou mit 11,66 s im Semifinale über 100 Meter aus und gewann mit der Staffel in 43,39 s die Silbermedaille hinter dem britischen Team.

## Persönliche Bestleistungen
- 100 Meter: 11,36 s (+0,7 m/s), 25. Mai 2024 in St. Gallen
  - 60 Meter (Halle): 7,18 s, 22. Februar 2025 in St. Gallen
- 200 Meter: 23,17 s (+1,8 m/s), 29. Juni 2024 in Winterthur